# Sfiha
La sfiha (in arabo  صفيحة‎?) è un tortino salato tipico della cucina levantina. Il suo ripieno consiste in carne macinata, solitamente di agnello, arricchita con cipolla, pomodoro, yogurt e spezie.
È molto popolare in Sudamerica, in particolare in Argentina e Brasile, dove fu introdotta dagli immigrati arabi tra il XIX e il XX secolo.

## Storia
La sfiha ebbe origine nel Levante secoli fa. Nawal Nasrallah, ricercatrice e scrittrice di gastronomia irachena, riferisce che la prima menzione del piatto si trova in un libro di cucina aleppino del XIII secolo, Al-Wusla ila al-Habib (الوصلة الى الحبيب في وصف الطيبات والطيب), scritto dal famoso storico siriano Kamal al-Din ibn al-Adim. La ricetta, estremamente concisa, recita: "La carne è tagliata, stesa su dischi appiattiti di impasto e poi messa nel forno a legna, il furn." (p. 2:556).
Alla fine del XIX secolo, gli immigrati provenienti dal Medio Oriente, in particolare dal Libano e dalla Siria, portarono con sé la sfiha in Brasile, dove divenne rapidamente uno degli snack più amati. Conosciuta come esfiha o esfirra, i brasiliani l'hanno reinterpretata utilizzando ingredienti locali.
Poco più tardi, all'inizio del XX secolo, la sfiha arrivò anche nel Nordovest argentino. La sfija argentina presenta alcune somiglianze con l'empanada alla maniera di Tucumán.

## Varianti

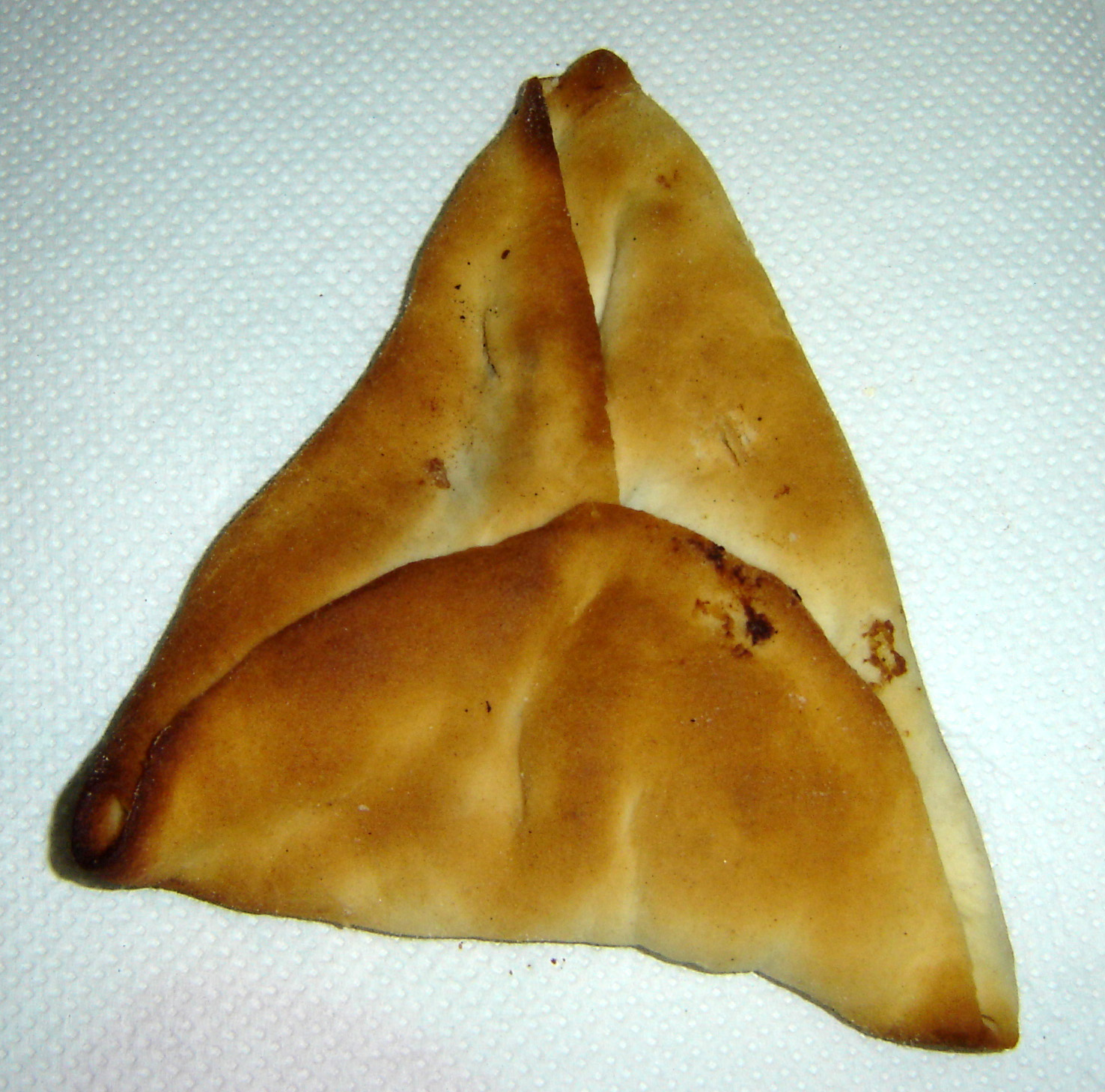
Sfiha chiusa

Ogni paese ha le proprie preferenze su cosa aggiungere nella sfiha. In Libano, il villaggio di Baalbek è particolarmente rinomato per la sua sfiha. Gli ingredienti principali sono carne di agnello o manzo, cipolle, pomodori, pinoli, sale, pepe e aromi come cannella, pimento e melassa di melograno.
Nella sfiha siriana, è comune aggiungere pomodoro e pasta di peperoncino al ripieno di carne di manzo o agnello.
In Palestina, la preparazione della sfiha è analoga. In alcune regioni, si piega l'impasto in forme triangolari, creando una pasta parzialmente chiusa, anche se la versione aperta è quella più diffusa. Inoltre, è comune aggiungere yogurt o tahini al ripieno per aumentarne la cremosità.
Le esfihas brasiliane possono presentarsi chiuse, simili a ravioli, che racchiudono completamente il ripieno, oppure aperte, simili a pizze, e di dimensioni paragonabili a un piattino. La farcitura può contenere, oltre alla carne macinata condita con spezie, ingredienti locali come formaggio e cuori di palma.